# エリック・リーハイ
エリック・リーハイ（Eric Lichaj、1988年11月17日 - ）は、アメリカ合衆国イリノイ州ダウナーズ・グローブ出身の元プロサッカー選手。元サッカーアメリカ合衆国代表。現役時代のポジションはDF。

## 経歴

### 初期
両親は共にポーランド・ノヴィ・タルク出身の移民。14歳でスポーツエリート養成校のIMGアカデミーに入団。その後、ノースカロライナ大学チャペルヒル校を経てシカゴ・ファイアーと契約を結んだ。

### アストン・ヴィラ
2007年、プレミアリーグのアストン・ヴィラFCに移籍。2008-09シーズンまではユースチームを主戦場としつつ、リザーブチームの試合にも出場した。その後は下位クラブにレンタルされ経験を積んだ。
2010年8月11日、新たに3年契約を結んだ。8月19日のUEFAヨーロッパリーグ予選・ SKラピード・ウィーン戦でトップチームデビュー。11月10日のブラックプールFC戦でプレミアリーグ初出場。
2011年2月9日、リーズ・ユナイテッドAFCに1ヶ月の短期レンタルで加入。3月14日、レンタル期間をシーズン終了まで延長。
レンタル復帰後、2011年8月23日のリーグカップ・ハダースフィールド・タウンFC戦でアストン・ヴィラ初ゴール。2012年3月31日のチェルシーFC戦でプレミアリーグ初ゴール。2012–13シーズン終了後、クラブとの契約を満了し退団。

### ノッティンガム
2013年6月19日、チャンピオンシップのノッティンガム・フォレストFCと2年契約を結んだ。2014年12月、契約を2017年夏まで延長。2016年9月27日のフラムFC戦ではゲームキャプテンを務めた。2016–17シーズン終了後には、サポーター投票でチームのベストプレーヤーに選ばれた。

### ハル・シティ
2018年6月22日、ハル・シティAFCと2年契約を締結。8月6日のアストン・ヴィラFC戦で加入後初出場を飾った。2020年6月、契約満了によりハル・シティを退団。

### カラギュムリュク
2020年9月7日、トルコ・スュペル・リグのファティ・カラギュムリュクSKにフリーで加入。

## 代表歴
アンダー世代からアメリカ合衆国代表歴があり、2005 FIFA U-17世界選手権、2007 FIFA U-20ワールドカップなどに参加した。2009年6月にはワールドカップ予選を控えるA代表にゲストとして呼ばれた。
2010年10月、A代表初招集。10月12日のコロンビア代表とのフレンドリーマッチで初キャップ。
2016年5月、コパ・アメリカ・センテナリオの暫定登録メンバーに選ばれたが、最終登録メンバーからは外れた。
2017年7月19日の2017 CONCACAFゴールドカップ予選・エルサルバドル戦で初ゴール。

### ゴール
| No | 開催日        | 会場                                   | 対戦国         | スコア | 結果 | 試合概要                    | ref    |
| -- | ------------- | -------------------------------------- | -------------- | ------ | ---- | --------------------------- | ------ |
| 1. | 2017年7月19日 | リンカーン・フィナンシャル・フィールド | エルサルバドル | 2–0    | 2–0  | 2017 CONCACAFゴールドカップ | [ 27 ] |

## 所属クラブ
ユース
- IMGアカデミー 2003-2005
- ノースカロライナ大学チャペルヒル校サッカー部 2006

プロ
- シカゴ・ファイアー・プレミア 2006
- アストン・ヴィラFC 2007-2013

→ リンカーン・シティFC 2009 (loan)
→ レイトン・オリエントFC 2010 (loan)
→ リーズ・ユナイテッドAFC 2011 (loan)
- ノッティンガム・フォレストFC 2013-2018
- ハル・シティAFC 2018-2020
- ファティ・カラギュムリュクSK 2020-2021

## タイトル
アメリカ代表
- CONCACAFゴールドカップ: 2017[28]